# Kenneth Barker
Kenneth Barker (Stamford Hill, 23 dicembre 1900 – Worthing, 1986) è stato un attore britannico, in assoluto uno dei primi attori bambini del cinema muto, attivo dal 1903 al 1906 (tra i 3 e i 6 anni d'età), sotto la direzione del padre Will Barker e quindi dal 1912 al 1916 (tra i 12 e i 16 anni) con altri registi.

## Biografia
Come tutti i primi attori bambini della storia del cinema (dai fratelli Williamson ai fratelli Smith), Kenneth Barker lo diventa perché coinvolto dal padre Will Barker nella sua pionieristica attività di regista, cineoperatore e produttore. A soli 3 anni debutta in The Stolen Cake. Seguono, sempre sotto la direzione del padre, numerosi altri cortometraggi, tra il 1903 e il 1906.
Quando dopo alcuni anni di pausa Kenneth torna a recitare nel 1912 è tutto un altro mondo. Da impresa familiare il cinema si è trasformato in industria, e Kenneth è adesso un piccolo professionista che lavora agli Ealing Studios sotto la direzione di registi come Bert Haldane e Alexander Butler, al pari di decine di altri attori bambini ora impiegati stabilmente dall'industria cinematografica in Europa e negli Stati Uniti.
La carriera cinematografica di Barker si chiude nel 1916, con uno dei primi cortometraggi di soggetto ebraico The Tailor of Bond Street.
Kenneth Barker muore a Worthing nel 1985, all'età di 85 anni.

## Filmografia
- The Stolen Cake, regia di Will Baker (1903)
- The Kiddies' Pets, regia di Will Baker (1903)
- Child Stealing, regia di Will Baker (1904)
- Treacle and Feathers, regia di Will Baker (1904)
- The Foster Parents, regia di Will Baker (1904)
- Sours and Sweets, regia di Will Baker (1904)
- Nothing Venture Nothing Have, regia di Will Baker (1905)
- Midnight Companions, regia di Will Baker (1905)
- The Juvenile Barbers, regia di Will Baker (1906)
- Pippin Up to His Pranks, regia di Bert Haldane (1912)
- A Little Child Shall Lead Them, regia di Alexander Butler (1913)
- Allan Field's Warning, regia di Bert Haldane (1913)
- Polly the Girl Scout and Grandpa's Medals, regia di Bert Haldane (1913)
- The Tailor of Bond Street (1916)